# 特拉伊乔·科斯托夫
特拉伊乔·科斯托夫·久内夫（1897年6月17日—1949年12月16日），保加利亚政治家，保加利亚共产党领导人，保加利亚人民共和国部长会议副主席（1946年—1949年）。1949年，被保加利亚当局枪决。

## 生平
科斯托夫1897年出生于索非亚，1920年加入了保加利亚共产党，1931年和1936年分别当选为保共中央委员和中央政治委员，1942年任中央书记，长期主持保共的宣传工作。1946年，在苏军进入保加利亚之后，科斯托夫担任了保加利亚人民共和国部长会议副主席以及水利电力及自然资源部部长，主要负责保加利亚政府的经济工作。
1949年11月30日，保加利亚政府发布了对科斯托夫等23人的起诉书，罪名是“与铁托集团、英美间谍机构有密切联系，并且在他们的指使下组织了反对保加利亚人民民主制度的阴谋”12月7日至14日，保加利亚当局对科斯托夫等人进行了审判。14日，法院判处科斯托夫死刑，并于16日执行。